# Busan International Film Festival
Il Busan International Film Festival (BIFF), precedentemente Pusan International Film Festival (PIFF), è un festival cinematografico che si tiene ogni anno nel distretto di Haeundae, Busan (anche Pusan), in Corea del Sud.
La prima edizione, tenutasi dal 13 al 21 settembre 1996, è stata anche la prima edizione di un festival cinematografico internazionale in Corea. Nel 1999 è stato istituito il Piano di Promozione Pusan (ribattezzato Asian Project Market nel 2011) per collegare i nuovi registi alle fonti di finanziamento. Il 16° BIFF nel 2011 ha visto il festival trasferirsi in una nuova sede permanente, il Busan Cinema Center a Centum City.

## Storia[1]
1ª edizione
- Periodo del festival: 13-21 settembre 1996
- Film proiettati: 169 film da 31 paesi
- Film di apertura: Segreti e bugie (Secrets & Lies) di Mike Leigh, Regno Unito/Francia
- Film di chiusura: In Expecting di Ming Zhang, Cina
- Pubblico totale: 184 071

2ª edizione
- Periodo del festival: 10-18 ottobre 1997
- Film proiettati: 163 film da 33 paesi
- Film di apertura: Chinese Box di Wayne Wang, Regno Unito/Francia/USA/Giappone
- Film di chiusura: Eighteen Springs di Ann Hui, Hong Kong-Cina
- Pubblico totale: 170 206 (pagante: 143 420)

3ª edizione
- Periodo del Festival: 24 settembre-1 ottobre 1998
- Film proiettati: 211 film da 41 paesi
- Film di apertura: Il silenzio (The Silence) di Mohsen Makhmalbaf, Iran/Francia
- Film di chiusura: Dr. Akagi (Kanzo sensei) di Shohei Imamura, Giappone
- Pubblico totale: 192 547 (pagante: 174 870)

4ª edizione
- Periodo del festival: 14-23 ottobre 1999
- Film proiettati: 207 film da 53 paesi
- Film di apertura: Baka satang (Peppermint Candy) di Lee Chang-Dong, Corea
- Film di chiusura: Non uno di meno (Not One Less) di Zhang Yimou, Cina
- Pubblico totale: 180 914

5ª edizione
- Periodo del festival: 6-14 ottobre 2000
- Film proiettati: 207 film da 55 paesi
- Film di apertura: Uttara - I lottatori (The Wrestlers) di Buddhadeb Dasgupta, India
- Film di chiusura: In the Mood for Love di Wong Kar-wai, Hong Kong-Cina
- Pubblico totale: 181 708

6ª edizione
- Periodo del festival: 9-17 novembre 2001
- Film proiettati: 201 film da 60 paesi
- Film di apertura: Heuksuseon (The Last Witness) di Bae Chang-ho, Corea
- Film di chiusura: The Legend of Suriyothai di Chatrichalerm Yukol, Thailandia
- Pubblico totale: 143 103

7ª edizione
- Periodo del festival: 14-23 novembre 2002
- Film proiettati: 226 film da 57 paesi
- Film di apertura: Hae-anseon (The Coast Guard) di Kim Ki-duk, Corea
- Film di chiusura: Dolls di Kitano Takeshi, Giappone
- Pubblico totale: 167 349

8ª edizione
- Periodo del festival: 2-10 ottobre 2003
- Film proiettati: 243 film da 61 paesi
- Film di apertura: Doppelganger di Kiyoshi Kurosawa, Giappone
- Film di chiusura: Acacia di Park Ki-hyung, Corea
- Pubblico totale: 165 103 (pagante: 145 041)

9ª edizione
- Periodo del festival: 7-15 ottobre 2004
- Film proiettati: totale 262 film da 63 paesi in 9 sezioni di programma
- Film di apertura: 2046 di Wong Kar-wai, Hong Kong-Cina
- Film di chiusura: The Scarlet Letter di Daniel H. Byun, Corea
- Pubblico totale: 166 164

10ª edizione
- Periodo del festival: 6-14 ottobre 2005
- Film proiettati: un totale di 307 film da 73 paesi in 10 sezioni
- Film di apertura: Three Times di Hou Hsiao-hsien, Taiwan
- Film di chiusura: Na-ui gyeolhon wonjeonggi (Wedding Campaign) di Hwang Byeong-guk, Corea
- Pubblico totale: 192 970

11ª edizione
- Periodo del festival: 12-20 ottobre 2006
- Film proiettati: 245 film da 63 paesi
- Film di apertura: Traces of Love di Kim Dae-seung, Corea
- Film di chiusura: Crazy Stone di Ning Hao, Cina/Hong Kong-Cina
- Pubblico totale: 162 835

12ª edizione
- Periodo del festival: 4-12 ottobre 2007
- Film proiettati: 271 film da 64 paesi, per un totale di 770 proiezioni
- Film di apertura: Assembly di Feng Xiaogang, Cina
- Film di chiusura: Evangelion 1.0: You Are (Not) Alone di Kazuya Tsurumaki, Hideaki Anno, Masayuki, Giappone
- Pubblico totale: 198 603

13ª edizione
- Periodo del festival:2-10 ottobre 2008
- Film proiettati: 315 film da 60 paesi, per un totale di 827 proiezioni.
- Film di apertura: The Gift to Stalin di Rustem Abdrashev, Russia/Kazakistan/Israele/Polonia
- Film di chiusura: I Am Happy di Yoon Jong-chan, Corea
- Pubblico totale: 198 818

14ª edizione
- Periodo del festival:8-16 ottobre 2009
- Film proiettati: 355 film da 70 paesi, per un totale di 803 proiezioni.
- Film di apertura: Good Morning President di Jang Jin, Corea
- Film di chiusura: The Message di Gao Qunshu, Chen Kuo-fu, Cina
- Pubblico totale: 173 516

15ª edizione
- Periodo del festival: 7-15 ottobre 2010
- Film proiettati: 306 film da 67 paesi
- Film di apertura: Under the Hawthorn Tree di Zhang Yimou, Cina
- Film di chiusura: Camellia di Wisit Sasanatieng, Isao Yukisada, Jang Joon-hwan, Thailandia/ Giappone/ Corea
- Pubblico totale: 182 046

16ª edizione
- Periodo del festival: 6-14 ottobre 2011
- Film proiettati: 307 film da 70 paesi
- Film di apertura: Always di Song Il-gon, Corea del Sud
- Film di chiusura: Chronicle of My Mother di Masato Harada, Giappone
- Pubblico totale: 196 177

17ª edizione
- Periodo del festival: 4-13 ottobre 2012
- Film proiettati: 304 film da 75 paesi
- Film di apertura: Cold War di Longman Leung, Sunny Luk, Hong Kong
- Film di chiusura: Television di Mostofa Sarwar Farooki, Bangladesh
- Pubblico totale: 221 002

18ª edizione
- Periodo del festival: 3-12 ottobre 2013
- Film proiettati: 299 film da 70 paesi
- Film di apertura: Vara: A Blessing di Khyentse Norbu, Bhutan
- Film di chiusura: The Dinner di Kim Dong-hyun, Corea
- Pubblico totale: 217 865

19ª edizione
- Periodo del festival: 2-11 ottobre 2014
- Film proiettati: 312 film da 79 paesi
- Film di apertura: Paradise in Service di Doze Niu, Taiwan
- Film di chiusura: Gangster Payday di Lee Po-cheung, Hong Kong
- Pubblico totale: 226 473

20ª edizione
- Periodo del festival: 1-10 ottobre 2015
- Film proiettati: 302 film da 75 paesi
- Film di apertura: Zubaan di Mozez Singh, India
- Film di chiusura: Mountain Cry di Larry Yang, Cina/Stati Uniti
- Pubblico totale: 227 377

21ª edizione
- Periodo del festival: 6-15 ottobre 2016
- Film proiettati: 299 film da 69 paesi
- Film di apertura: A Quiet Dream di Jang Ryul, Corea
- Film di chiusura: The Dark Wind di Hussein Hassan, Iraq/Germania/Qatar
- Pubblico totale: 165 149

22ª edizione
- Periodo del festival: 12-21 ottobre 2017
- Film proiettati: 300 film da 76 paesi
- Film di apertura: Yurijeong-won (Glass Garden) di Shin Su-won, Corea del Sud
- Film di chiusura: Love Education di Sylvia Chang, Cina/Taiwan
- Pubblico totale: 192 991

23ª edizione
- Periodo del festival: 4-13 ottobre 2018
- Film proiettati: 324 film da 79 paesi
- Film di apertura: Beautiful Days di Yun Jae-ho, Corea del Sud
- Film di chiusura: Master Z: The Ip Man Legacy di Yuen Woo-ping, Hong Kong/Cina
- Pubblico totale: 191 000

24ª edizione
- Periodo del festival: 3-12 ottobre 2019
- Film proiettati: 299 film da 85 paesi
- Film di apertura: The Horse Thieves. Roads of Time di Yerlan Nurmukhambetov, Lisa Takeba, Kazakistan/Giappone
- Film di chiusura: Yunhui-ege (Moonlit Winter) di Lim Dae-hyung, Corea del Sud
- Pubblico totale: 189 116

25ª edizione
- Periodo del festival: 21-30 ottobre 2020
- Film proiettati: 192 film da 68 paesi
- Film di apertura: Septet: The Story of Hong Kong di Johnnie To, Ringo Lam, Hark Tsui, Sammo Hung, Ann Hui, Patrick Tam Yuen, Wo Ping, Hong Kong, Cina/Cina
- Film di chiusura: Josee, the Tiger and the Fish di Tamura Kotaro, Giappone
- Pubblico totale: 20 135

26ª edizione
- Periodo del festival: 6-15 ottobre 2021
- Film proiettati: 223 film da 70 paesi
- Film di apertura: Heaven: Haengbog-ui nararo (Heaven: To the Land of Happiness) di Im Sang-soo
- Film di chiusura: Anita di Longman Leung
- Pubblico totale: 76 072

27ª edizione
- Periodo del festival: 5 - 14 ottobre 2022

28ª edizione
- Periodo del festival: 4 - 13 ottobre 2023

## Sezioni
Il Busan International Film Festival si articola in varie sezioni, tra cui "Una finestra sul cinema asiatico", dedita alla rappresentanza di registi provenienti dall’intero continente asiatico; "Nuove Correnti", durante la quale vengono presentati i lungometraggi di figure emergenti del cinema asiatico; "Retrospettiva sul cinema coreano", che ripropone opere di grandi nomi appartenenti al panorama cinematografico coreano o, alternativamente, una selezione di lungometraggi incentrati su temi significativi; "Grandangolo", incentrata su lavori sperimentali.

## Controversia
Il Busan International Film Festival venne coinvolto in una controversia dopo aver deciso di proiettare Diving Bell (다이빙벨?) del giornalista Lee Sang-ho, un documentario riguardante il naufragio del traghetto Sewol avvenuto il 16 aprile 2014 che causò la morte di 304 persone. Prima dell'inizio del 19º festival (tenutosi dal 2 all'11 ottobre 2014), i familiari di alcune delle vittime consegnarono una lettera di protesta al sindaco di Busan e al presidente del comitato per l'organizzazione del Festival, Seo Byung-soo, e tennero una conferenza stampa, dichiarandosi contrari alla messa in onda del film, definendolo non imparziale e che "ferisce le famiglie in lutto che desiderano andare avanti". Inoltre, essendo una pellicola particolarmente critica nei confronti della gestione dell'incidente da parte del governo, aveva riscontrato difficoltà nel trovare distributori ufficiali in Corea. A fronte di ciò, Seo Byung-soo provò a ritirare il film dal programma del Festival, venendo accusato, così, di censura. Diving Bell venne quindi proiettato: una delle conseguenze di questa scelta fu il taglio ai finanziamenti del BIFF (quasi del 50%), nei due anni successivi, da parte del consiglio cinematografico del governo. In aggiunta, il Direttore e membro fondatore del Festival Lee Yong-kwan venne accusato di appropriazione indebita e condannato a una pena detentiva sospesa, poi modificata in una multa, per cui fece ricorso. Nel 2016 presentò comunque le sue dimissioni.
Tali risvolti vennero popolarmente interpretati come una "vendetta", e come una strategia dello Stato per influenzare il BIFF. Di conseguenza, nonostante le dimissioni, a febbraio del 2016, di Seo Byung-soo dalla carica di presidente dell'organizzazione del Festival (a seguito di pressioni da parte del BIFF stesso), nove organizzazioni cinematografiche sudcoreane minacciarono di boicottare l'edizione prevista per ottobre, accusata di non poter garantire indipendenza e libertà d'espressione. A seguito di un'assemblea tra i rappresentanti di queste organizzazioni il 21 marzo, vennero richieste, in una conferenza stampa a Seul, le scuse pubbliche di Seo per le sue azioni degli ultimi tre anni, e la revisione degli articoli dello statuto del Festival (su cui il sindaco di Busan aveva avuto dei tentennamenti), in modo da garantirne l'autonomia e l'indipendenza.
In questo contesto, molti espressero online il loro sostegno al Festival, tramite l'hashtag #ISUPPORTBIFF; mentre altri indossarono adesivi a sostegno del capo del Festival estromesso, Lee Yong-kwan; che venne reintegrato e nominato nuovamente presidente del Festival nel 2018.